# Economía de Montserrat
Debido a la actividad volcánica que comenzó en julio de 1995, puso en un aprieto a esta pequeña economía pero abierta. La erupción catastrófica de junio de 1997 cerró los aeropuertos y puertos, originando un aislamiento económico y social más profundo de Montserrat. Dos tercios de los 12.000 habitantes salieron de la isla. Algunos empezaron a regresar pero la falta de vivienda ha limitado el número. El sector agrícola sigue afectado por la falta de suelo agrícola y la destrucción de los cultivos. Las perspectivas de futuro de economía dependen de la actividad volcánica y de la evolución la actividad del sector de la construcción de promoción publica. El Reino Unido ha comenzado un programa de ayuda de 122,8 millones de dólares durante tres años para ayudar a reconstruir la economía. La mitad sur de la isla se espera que permanezca deshabitada durante más de una década, hay establecida una zona de exclusión.

PPA:
Paridad del poder adquisitivo – 29 millones de $ USA (2002 est.)
Tasa de crecimiento:
-1% (2002 est.)
PPA - per cápita:
3.400 de $ USA (2002 est.)
Estructura del PIB por sector

agricultura:
5,4%

industria:
13,6%

servicios:
81% (1996 est.)
Población bajo la línea de pobreza:
NA%
Tasa de inflación (precios de consumo):
2.6% (2002)
Población activa:
4.521; nota – actualmente en los niveles más bajos por la salida de población debido a la actividad volcánica

Tasa de paro:
6% (1998 est.)
Presupuesto:

ingresos:
31,4 millones de dólares

gastos:
31,6 millones de dólares, incluyendo gastosde capital por 8,4 millones de $ USA (1997 est.)
Industrias:
turismo, ron, textiles, dispositvos electrónicos

Producción de electricidad:
2.5 GWh (2001)
Producción de electricidad por fuente:

combustibles fósiles:
100%

hidroeléctrica:
0%

nuclear:
0%

otras:
0% (2001)
Consumo de electricidad:
2,325 GWh (2001)
Exportaciones de electricidad:
0 kWh (2001)
Importaciones de electricidad:
0 kWh (2001)

Producción de petróleo:
0 barriles /día (2001 est.)
Consumo de petróleo:
400 barriles /día (64 m³/d) 2001
Exportación de petróleo:
NA (2001)
Importación de petróleo:
NA (2001)

Productos agrícolas:
Coles, zanahorias, pepinos, tomates, cebollas, pimientos; 

Importaciones (2001): 17 millones de $ USA.
- Principales países proveedores: Estados Unidos, Reino Unido, Japón y Canadá.
- Principales productos de importación: Manufacturas, maquinaria y equipos de transporte, alimentos, combustibles y lubricantes.

Exportaciones (2001): 700.000 de $ USA.
- Principales países clientes: Estados Unidos y Antigua y Barbuda
- Principales productos de exportación: Componentes electrónicos, bolsas de plástico, pimientos picantes, ganado, ropa y plantas

Deuda externa:
$8,9 millones de $ USA (1997)
Ayuda externa:
Country Policy Plan (2001) es un programa de tres años para gastar millones de 122,8 $ USA del presupuesto de cooperación británico
Moneda:
Dólar del Caribe Oriental (XCD)
Tipo de cambio:
Dólares del Caribe Oriental (EC$) por US$1 - 2,7000 (tipo de cambio fijo desde 1976)
Año Fiscal:
1 de abril–31 de marzo